# Алексеев, Михаил Александрович
Алексеев, Михаил Александрович (Брыздников) (1895 — ?) — пролетарский писатель, известен романами о революции 1917 года.

## Биография
Родился в 1895 году. С детских лет работал маляром. В 1914 году вступил в партию и мобилизован в армию, где служит рядовым-пулемётчиком. Прошёл Февральскую и Октябрьскую революцию, затем окончил Свердловский университет. В 1925 году выходит его первый роман «Большевики».
Отзыв Д. Фурманова о романе «Большевики»:
«Сила книги… в богатстве материала, в захватывающем его изложении, в социальной значимости. Это не книжка для легкого чтения, это — учебник, показывающий и обучающий, как надо по-настоящему бороться за дело человеческого раскрепощения».Фурманов, Дмитрий Андреевич
Алексеев известен как автор трёх крупных пролетарских романов, описывающих время двух революций 1917 года. Член МАПП. Во введении к роману «Девятьсот семнадцатый», Георгий Павловец отзывается об авторе, как о противнике «голого психологизма». Книги выходили в серии «Дешёвая библиотека ОГИЗа».

## Сочинения
- Большевики, Л.,1925 год.
- Зелёная радуга. М, 1927 год.
- Девятьсот семнадцатый М., 1927. (издан в "Роман-газете")[5]